# Ruoms
Ruoms (uitspraak Ruõs /ʁy.ɔ̃s/) is een gemeente in het Franse departement Ardèche (regio Auvergne-Rhône-Alpes). De plaats maakt deel uit van het arrondissement Largentière. Ruoms telde op 1 januari 2022 2.286 inwoners.

## Geografie
De oppervlakte van Ruoms bedroeg op 1 januari 2022 12,14 vierkante kilometer; de bevolkingsdichtheid was toen 188,3 inwoners per km².
Deze gemeente ligt aan de rivier de Ardèche en heeft daardoor toeristisch belang. Doorheen de gemeente loopt van noord naar zuid de voie verte (autovrij fietspad) Via Ardèche op een oude spoorwegbedding.
De onderstaande kaart toont de ligging van Ruoms met de belangrijkste infrastructuur en aangrenzende gemeenten.

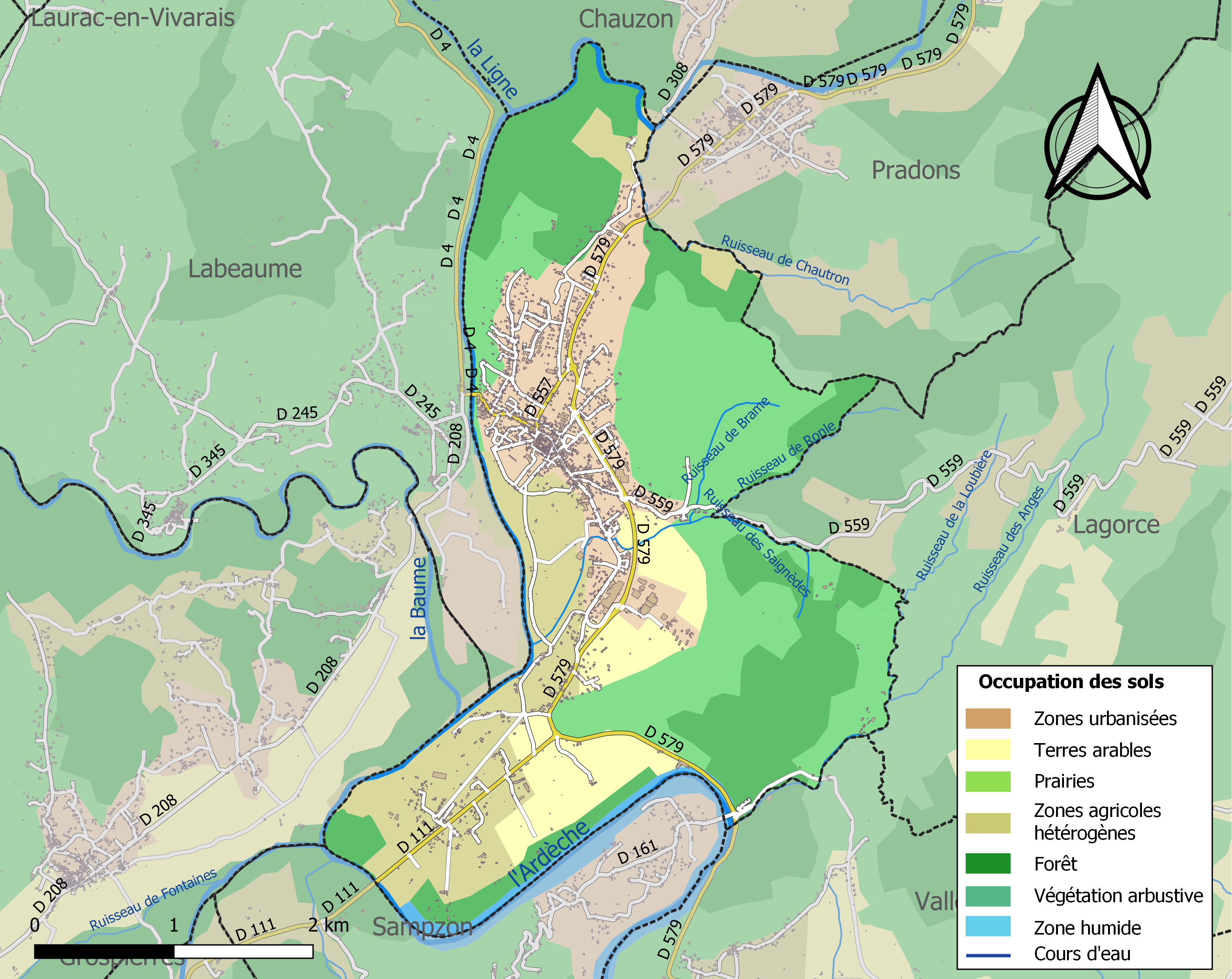

## Demografie
Onderstaande figuur toont het verloop van het inwonertal (bron: INSEE-tellingen).

Vanwege een beveiligingsprobleem met de MediaWiki Graph-software is het momenteel niet mogelijk deze grafiek weer te geven. Zodra de software is bijgewerkt zal de grafiek vanzelf weer zichtbaar worden.